# Ogrodzieniec
Ogrodzieniec este un oraș în Polonia.